# 錫切斯區
4°34′16″S 79°45′42″W / 4.57111°S 79.76167°W
錫切斯區（西班牙語：Distrito de Sícchez），是秘魯的一個區，位於該國西北部皮烏拉大區的阿亞瓦卡省，始建於1936年4月8日，面積33.1平方公里，海拔高度1,413米，2005年人口2,456，人口密度每平方公里74人。